# 劉荊
劉 荊（りゅう けい、? - 67年）は、後漢の皇族。広陵思王。

## 経歴
光武帝と陰麗華のあいだの子として生まれた。39年（建武15年）、山陽公に封じられた。41年（建武17年）、山陽王に爵位を進めた。
光武帝が死去すると、劉荊は東海王劉彊の母郭聖通の弟である大鴻臚郭況の手紙であると偽って、劉彊の起兵を促す文書を送った。劉彊がその手紙と使者を明帝に献上して、劉荊の企みと知られた。明帝は劉荊が同母弟であることから、その事件を秘密にして、劉荊を河南宮に抑留した。
劉荊は西羌の乱に乗じて反乱を計画した。58年（永平元年）8月、これが発覚して、劉荊は明帝により広陵王に徙封された。その後も劉荊は「わたしは先帝に顔が似ている。先帝は30歳で天下を得たが、わたしは今また30歳だ。起兵すべきか否か」などと放言し、行いを改めようとしなかった。
67年（永平10年）2月、呪詛をおこなったことが発覚し、御史が奏上して処刑するよう求めると、劉荊は自殺した。諡は思王といった。

## 子女
- 劉元寿（広陵侯）

劉元寿の弟3人は郷侯となった。

## 伝記資料
- 『後漢書』巻42 列伝第32